# 克拉伦斯·迪凯特·豪
克拉伦斯·迪凯特·豪 PC（1886年1月15日—1960年12月31日）是加拿大內閣部长，加拿大自由党代表。豪曾在加拿大總理威廉·莱昂·麦肯齐·金、路易·圣洛朗麾下任职，1935年至1957年间未曾间断，将加拿大从农业经济转化成工业经济。第二次世界大战期间他参与过各式各样的军务，因此有“什么都管的部长”（Minister of Everything）的昵称。

## 外部連結
- 克拉伦斯·迪凯特·豪 （页面存档备份，存于）-加拿大議會（英文）